# فهرست نام‌های جغرافیایی با ریشه ایرانی

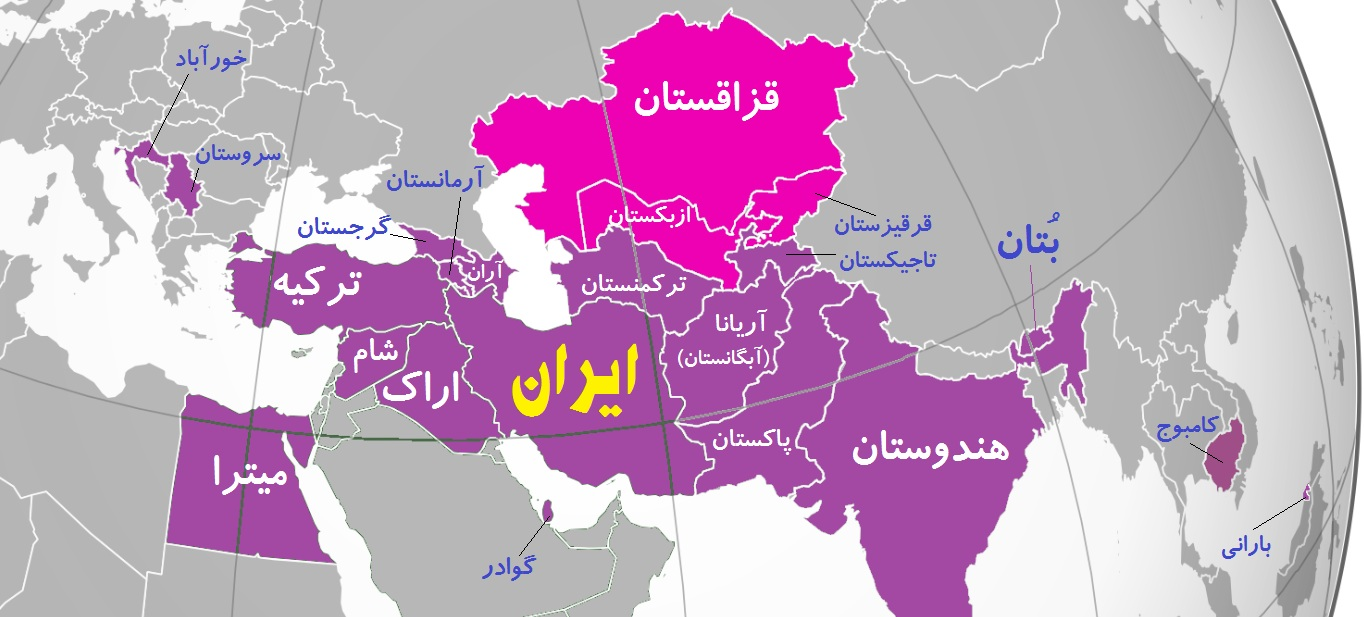
کشورها با نام ایرانی

فهرست نام‌های جغرافیایی با ریشه ایرانی شامل جای نام‌های جغرافیایی و مکان‌ها و شهرها و کشورهایی هستند که بخشی از آن نام‌ها یا همه آن‌ها از زبان‌های ایرانی مشتق شده‌اند.

## آفریقا
- منطقه زنگبار، تانزانیا

«زنگ» واژه‌ای فارسی است به معنی سیاه، «بار» به معنی ساحل (مانند: جویبار، رودبار، ارسباران، …) و در مجموع «زنگبار» یعنی «ساحل سیاهان».
- شهر قیروان، تونس

عربی شده واژه کاروان
- بندر بیلا
- بندر قاسیم

## قفقاز
- کوه البروس، روسیه

هم ریشه با نام البرز، نام کوهی افسانه ای در اوستا به معنی نگهبان بلند
- شهر دربند، روسیه
- داغستان
- شهر و رود هرازدان، ارمنستان

نام هرازدان از واژه پارسی میانه فَرَزدان گرفته شده‌است. فرزدان در اوستا نام دریاچه‌ای است که گشتاسب شاه در کنار آن از ایزدبانو آناهیتا خواستار پیروزی بر هماوردانش می‌شود و در بهمن‌یشت آمده که هوشیدر، نخستین موعود مزداپرستان در کنار دریاچه فرزدان زاده خواهد شد.
- شهر گنجه، جمهوری آذربایجان

برگرفته شده از واژه پارسی گنج
- شروان
- بادکوبه (باکو)
- رود کورا: کوروش
- جمهوری داغستان: پسوند ستان
- جمهوری اوستیای شمالی (آلانیا)، فدراسیون روسیه
- جمهوری کاباردین و بالکاریا: کاباردین نام تیره ایرانی
- اوستیای جنوبی (گرجستان)
- دوین

این کلمه از اصل فارسی است و به معنی تپه است.
- هرازدان

نام هرازدان از نام فارسی میانه Frazdan گرفته شده‌است. فرزدان به افسانه‌های زرتشتی پیوند خورده‌است.
- سردارآباد
- اسپیتاک
- زنگ زور

## آسیای مرکزی
- قزاقستان: پسوندِ اِستان
- ازبکستان: پسوندِ اِستان
- تاجیکستان: پسوندِ اِستان
- قرقیزستان: پسوندِ اِستان
- ترکمنستان: پسوندِ اِستان
- دریاچه خوارزم (آرال)
- رود آمودریا
- رود سیردریا

شهرها:
- آمل
- مرو
- سمرقند
- بخارا
- تاشکند
- بیشکک
- آستانه
- آلما آتی
- شهر سبز

بسیاری از مکان‌های تاریخی قرقیزستان نام فارسی دارند مانند قدم جای (قدمگاه)، ترساکند (در قدیم نام یکی از شهرهای قرقیزستان)، زردآلی (زردآلو نام روستایی در جنوب قرقیزستان معروف به زردآلوهای خود)، آبشیر آتا (روستایی در استان باتکن معروف به آبشار خود) و صدها واژه و اصطلاح فارسی مانند نان، داروخانه، آش‌خانه، چای‌خانه، کوچه، پیغمبر، فرشته، دوزخ و بهشت در زندگی روزمره مردم قرقیزستان کاربرد دارد. پیش از سلطه شوروی بر قرقیزستان، بیشتر فرمان‌ها و مکتوبات و سندهای زمین و وقف‌نامه‌ها به زبان فارسی نوشته می‌شده‌است.

## اروپا
- رودخانه‌های بزرگ:
  - رود دانوب: نام سکایی
    - آرگش: از تراسی آرگس = روشن
    - سیرِت: تراسی = روان شدن

  - رود دن
  - رود دنیپر: دانو+اپر
  - رود دنیستر
- استان‌های بلغارستان:
  - پازاردژیک: بازار
  - پلوودیو: تراسی دریاچه+شهر (دیو)
  - رازگراد: هزار + شهر (اسلاوی)
  - سیلیسترا: از ایستروم تراسی که به بخش دهانه رود دانوب می‌گفتند
  - روس: از نام ریوسی نام دیگر تیره گِت از تراسی‌ها
  - وارنا: از ور/ بر ایرانی = اردوگاه/ دژ
- شهر یاس برنی، مجارستان = از شهرهای یاس‌ها نژادی ایرانی که هنوز در آن می‌زیند.
- شهر یاساروکسالاش، مجارستان
- شهر یاسالشوسنتگیورگی، مجارستان
- شهر یاسفنیسارو، مجارستان
- شهر یاش، رومانی
- استان کاتالونیا، اسپانیا: گوت+آلانیا (تیره آلان از سکاها)
- دو استان با نام زاکسن (ساکسونی) در آنها، آلمان :از واژه سکا
- منطقه سواسون (ساکسون)، فرانسه: سکا

## هندوستان و پاکستان
- الله آباد
- شاه جهان آباد
- اکبر آباد
- منطقه پنجاب (پنج + آب)
- منطقه راجستان
- کریم‌آباد، پاکستان
- اسلام آباد
- حیدر آباد
- اورنگ آباد
- احمد آباد
- پیشاور
- گوادر

## خاورمیانه
- شهرهای ترکیه:
  - پهلیوان کوی = پهلوان
  - لاله پاشا
  - سرای
  - شارکوی = شهرکوی
  - سلیمان پاشا = پادشاه
  - نِوشهیر = نوشهر
  - کِرشهیر
- افغانستان
- پاکستان: سرزمین پاک
- عراق: ایرانک
- عمان: هومان
- شام: نام کهن سوریه؛ جای فروشدن آفتاب؛ خوروران، خاوران
- دجله: تیگره: تیز (رود تیزرو یا تُنداب همسو با اروند)

## شبه جزیره عربستان
در عربستان سعودی:
- سکاکا
- تبوک
- بریده
- راز
- مدینه
- مکه
- جده
- تپه
- بیشه
- درویش
- خرج

در یمن:
- لاهیج
- هجده

در عمان:
- سور
- مزگت
- روستاک
- سیب
- شناس
- کومزار
- کوت در کویت
- دمستان در بحرین
- خور در قطر
- شهرگاه در امارات
- دبی (دوپی) در امارات

## شرق آسیا
چین
کره

### برونئی
بندر سری بگاوان

### اندونزی
باندا آچه
بندر لامپونگ

### مالزی
Bandar Sri Damansara
بندر سری پوترا
Bandar Baru Bangi
Bandar Samariang
- شهر شاه عالم

### کامبوج
- نام کامبوج آن برگرفته از نام کمبوجا نام یک تیره ایرانی[۵] از بازماندگان پادشاهی سکایی هند، و نام این کشور برگرفته از کمبوجیه پادشاه هخامنشی است.[۶]

## ترکیه
بیش از ۳۰ درصد واژه‌های زبان رسمی ترکیه ریشه فارسی دارند. مولوی در قونیه در یک محیط آشنا با زبان فارسی زندگی می‌کرده‌است. کتاب مکتوبات او نزدیک ۱۴۰ نامه‌هایی است که به مقامات می‌نوشته‌است. سلاطین سلجوقی هم به زبان فارسی پاسخ ایشان را می‌دادند. این موضوع، نشان از نفوذ زبان فارسی در آسیای صغیر و منطقه آناتولی است. حوزه علمیه نجف در گذشته، زبان رسمی‌اش فارسی بوده‌است؛ یعنی اگر یک هندی می‌خواست در آنجا درس بخواند، باید فارسی یادمی‌گرفته‌است. وی یک قرینه و علامت برای ردیابی ایران فرهنگی ارائه کرد و گفت: به اسامی اماکن و شهرهای کشورهای اطراف توجه کنید. پایتخت ترکیه، آنکارا است که برگرفته از کلمه فارسی انگوریه است و این موضوع، در مکاتبات مولانا نیز آمده‌است. یا در کشورهای دیگر نیز همین گونه است و اسامی بسیاری از شهرها، کاملاً فارسی است. فرهنگ ایرانی بر دوش زبان فارسی در مناطق مختلف گسترش پیدا کرده‌است. در واقع حامل فرهنگ ایرانی، زبان فارسی است.
- آنکارا[۷][۸]
- ارزنجان (پسوند فارسی گان که پسوند مکان است معرب شده به جان تبدیل شده است) مانند فلاورجان

## بالکان
1. نووی پازار - صربستان
2. باره (نووی پازار) - صربستان
3. نووی پازار، بلغارستان
4. نووی پازار (استان کرجالی)

## فیلیپین
۳۰۰ کلمه فارسی در زبان فیلیپینی وجود دارد.